# ویلیام گالاس
ویلیام اریک گالاس (فرانسوی: William Éric Gallas‎؛ زادهٔ ۱۷ اوت ۱۹۷۷) بازیکن فوتبال سابق اهل فرانسه است. وی سابقه بازی برای تیم ملی فوتبال فرانسه در جام جهانی ۲۰۰۶ و جام جهانی ۲۰۱۰ را در کارنامه خود دارد.

## افتخارات

### باشگاهی
کان
- لیگ ۲: ۹۶–۱۹۹۵

چلسی
- لیگ برتر فوتبال انگلستان: ۰۵–۲۰۰۴، ۰۶–۲۰۰۵
- جام اتحادیه باشگاه‌های انگلستان: ۰۵–۲۰۰۴
- جام خیریه انگلستان: ۲۰۰۵

### ملی
- جام کنفدراسیون‌ها: ۲۰۰۳[۴]
- جام جهانی فوتبال: نایب قهرمان ۲۰۰۶[۴]

### فردی
- تیم سال پی‌اف‌ای: ۰۳–۲۰۰۲،[۶] ۰۶–۲۰۰۵[۷]